# Paradis d'été
Pour plus de détails, voir Fiche technique et Distribution.
Paradis d'été (titre original : Paradistorg) est un film dramatique suédois réalisé par Gunnel Lindblom et sorti en 1977.

## Synopsis
Paradistorg est une résidence d'été idyllique situé dans l'archipel de Stockholm. Chaque saison, une famille patricienne - toutes générations confondues - y passe ses vacances. « Les personnages [...] passent leur temps à rouvrir de vieilles plaies et à infliger de nouvelles blessures ». Une année, pourtant, deux marginaux, de modeste condition, vont briser le cercle étroitement fermé de cette famille bourgeoise. 

## Fiche technique
- Titre du film : Paradis d'été
- Titre original : Paradistorg
- Réalisation : Gunnel Lindblom
- Scénario : Gunnel Lindblom, d'après le roman d'Ulla Isaksson (sv)
- Photographie : Tony Forsberg, Eastmancolor
- Musique : Georg Riedel
- Décors : Anna Asp
- Costumes : Inger Pehrsson
- Pays d'origine :  Suède
- Production : Ingmar Bergman pour Cinematograph AB, Svenska Filminstutet, Svensk Filmindustri
- Genre : Film dramatique
- Durée : 113 minutes
- Dates de sortie : février 1977

## Distribution
- Birgitta Valberg : Katha
- Sif Ruud : Emma
- Margareta Byström : Annika
- Agneta Ekmanner : Sassa
- Inga Landgré : Saga
- Solveig Ternström : Ingrid
- Dagny Lind : Alma
- Holger Löwenadler : Wilhelm
- Per Myrberg : Ture
- Maria Blomkvist : Eva
- Göran Stangertz : Puss
- Pontus Gustafsson : Tomas
- Marianne Aminoff : Christina
- Gösta Prüzelius : Carl-Henrik

## Commentaire
« En cette "Place du Paradis", je ne trouve qu'ordre et beauté, calme et responsabilité.  [...] Chaque plan devient amoureux lucide du personnage qu'il dresse et nous force à aimer. [...] Il faut aussi remercier Gunnel Lindblom de nous donner à connaître ces prodigieuses actrices - ses compagnes du Théâtre Royal de Stockholm qu'elle sait diriger, riche de son expérience d'actrice, avec l'art du metteur en scène de théâtre qu'elle est désormais. Magnifiques rôles de femmes, enfin différents dans leur force, leur faiblesse, leur réalité. »